# Campionats del món de ciclisme en ruta de 1985

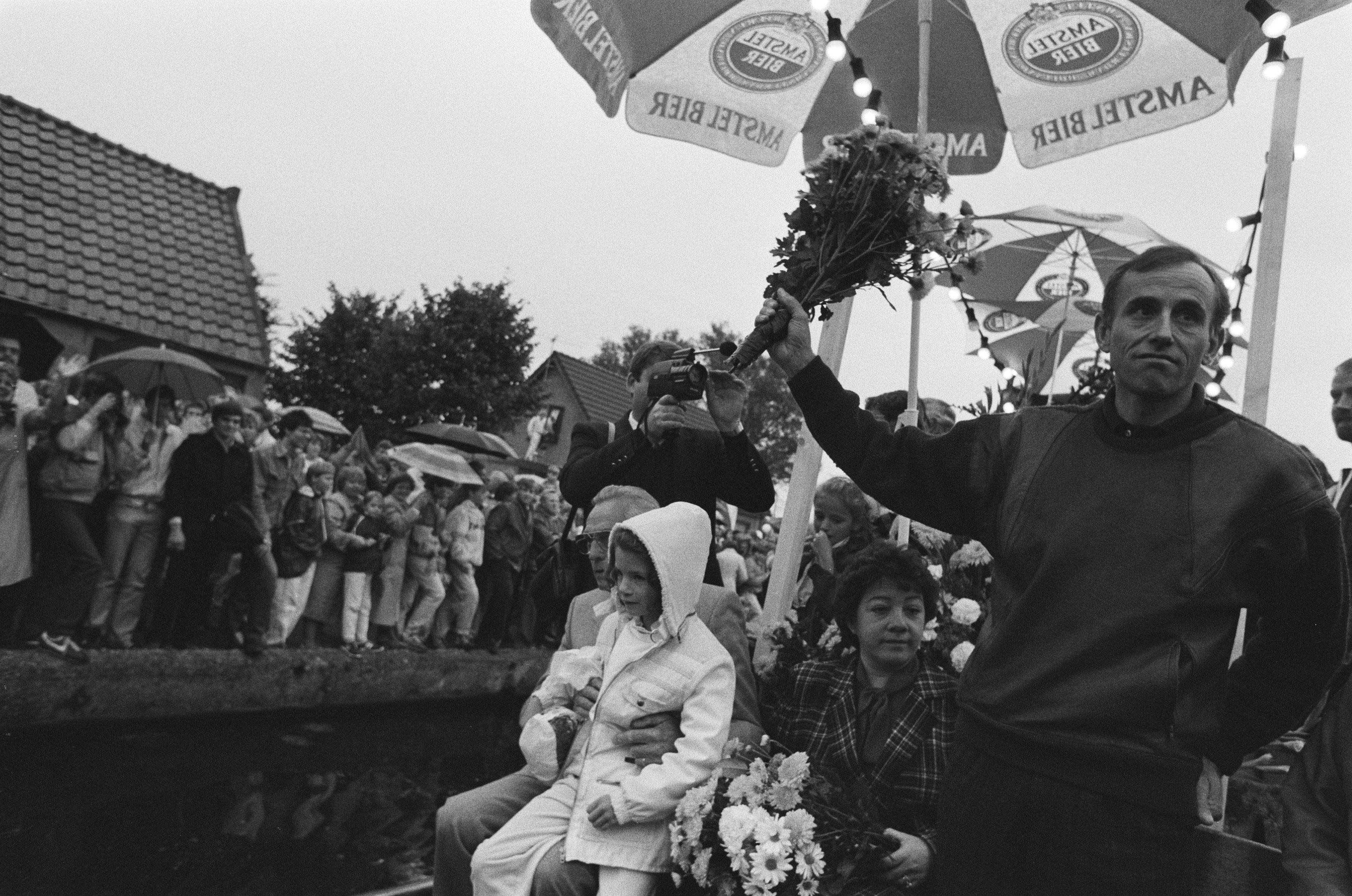
Imatge de Joop Zoetemelk, vencedor de la prova masculina.

Els Campionats del món de ciclisme en ruta de 1985 es disputaren del 29 d'agost a l'1 de setembre de 1985 a Giavera del Montello, Vèneto, Itàlia.

## Resultats
| Proves :                            | Or                                                                                   | Or         | Argent                                                                    | Argent | Bronze                                                                         | Bronze |
| Masculines                          |                                                                                      |            |                                                                           |        |                                                                                |        |
| Cursa en línia masculina detalls    | Joop Zoetemelk · Països Baixos                                                       | 6h 26' 38" | Greg LeMond · Estats Units                                                | + 3"   | Moreno Argentin · Itàlia                                                       | + 3"   |
| Cursa en línia masculina amateur    | Lech Piasecki · Polònia                                                              | 4h 18' 39" | Johnny Weltz · Dinamarca                                                  | -      | Franck Van De Vijver · Bèlgica                                                 | -      |
| Contrarellotge per equips masculins | Unió Soviètica · Vassili Jdanov · Viktor Klimov · Igor Sumnikov · Oleksandr Zinòviev | -          | Txecoslovàquia · Vladimir Hruza · Milan Jurčo · Michal Klasa · Milan Kren | -      | Itàlia · Marcello Bartalini · Massimo Podenzana · Eros Poli · Claudio Vandelli | -      |
| Femenines                           |                                                                                      |            |                                                                           |        |                                                                                |        |
| Cursa en línia femenina detalls     | Jeannie Longo · França                                                               | 1h 53' 10" | Maria Canins · Itàlia                                                     | + 47"  | Sandra Schumacher · RFA                                                        | + 47"  |

## Medaller
| Posició | País           | Or | Plata | Bronze | Total |
| 1       | França         | 1  | 0     | 0      | 1     |
| 1       | Polònia        | 1  | 0     | 0      | 1     |
| 1       | Països Baixos  | 1  | 0     | 0      | 1     |
| 1       | Unió Soviètica | 1  | 0     | 0      | 1     |
| 5       | Itàlia         | 0  | 1     | 2      | 3     |
| 6       | Estats Units   | 0  | 1     | 0      | 1     |
| 6       | Dinamarca      | 0  | 1     | 0      | 1     |
| 6       | Txecoslovàquia | 0  | 1     | 0      | 1     |
| 9       | Bèlgica        | 0  | 0     | 1      | 1     |
| 9       | RFA            | 0  | 0     | 1      | 1     |
| Total   | Total          | 4  | 4     | 4      | 12    |